# Nazionale maschile di pallanuoto della Francia
La nazionale di pallanuoto maschile francese (équipe de France de water-polo) è la rappresentativa pallanuotistica della Francia in campo maschile nelle competizioni internazionali. La federazione a cui fa riferimento è la Fédération Française de Natation.

## Storia
Il risultato più importante conseguito è stato l'oro olimpico conquistato a Parigi 1924. Nella stessa manifestazione ha vinto per due volte il bronzo, a cui si aggiunge un argento agli Europei.

## Risultati

### Massime competizioni
Olimpiadi
- 1900  Bronzo
- 1912 5º
- 1920 11º
- 1924  Oro
- 1928  Bronzo
- 1936 4º
- 1948 6º
- 1960 10º
- 1988 10º
- 1992 11º
- 2016 11º
- 2024 10º

Mondiali
- 1982 13º
- 1986 8º
- 1991 12º
- 2017 14º
- 2023 6º
- 2024 4º

Europei
- 1927  Argento
- 1931 6º
- 1934 6º
- 1938 6º
- 1947 6º
- 1950 6º
- 1954 9º
- 1958 8º
- 1966 13º
- 1970 11º
- 1989 12º
- 1991 11º
- 2014 10º
- 2016 9º
- 2018 12º
- 2020 13º
- 2022 6º
- 2024 9º

### Altre
World League
- 2006 6º
- 2021 7º
- 2022 4º

Giochi del Mediterraneo
- 1955  Argento
- 1963  Bronzo
- 2001  Bronzo

## Formazioni

### Olimpiadi
Giochi olimpici - Parigi 1900Libellule de Paris
Burgess · Clévenot · Decuyper · Laufray · Peslier · Pesloy · Vasseur, CT: -
Giochi olimpici - Parigi 1900Pupilles de Neptune de Lille #1
Favier · Houben · Lériche · Leuillieux · Martin · Tartara · Treffel, CT: -
Giochi olimpici - Parigi 1900Pupilles de Neptune de Lille #2
Camelin · Coulon · Fardel · Fiolet · Gellé · Marc · Martin · Mérchez, CT: -
Giochi olimpici - Parigi 1900Tritons Lillois
Bertrand · Cadet · Devendeville · Hochepied · Leclerq · Tisserand · Verbecke, CT: -
Giochi olimpici - Stoccolma 1912Prouvost · Van Laere · Rigal · Beulque · Thorailler · Decoin · Vasseur · Rodier, CT: -
Giochi olimpici - Anversa 1920Thorailler · Drigny · Mayaud · Padou · Duvanel · Hussaud · Vasseur, CT: -
Giochi olimpici - Parigi 1924Deborgies · Delberghe · Desmettre · Dujardin · Mayaud · Padou · Rigal · Bertrand · Fasani · Lasquin · Perol, CT: Paul Beulque
Giochi olimpici - Amsterdam 1928Bulteel · Cuvelier · Dujardin · Keignaert · Padou · Rogez · Thévenon · Tribouillet · Vandeplancke, CT: Paul Beulque
Giochi olimpici - Berlino 1936Busch · Delporte · Joder · Lambert · Lefèbvre · Padou · Van de Casteele · Cremers · Cuvilly · Diener · Thibaud, CT: Paul Beulque
Giochi olimpici - Londra 1948Désbonnet • Lefèbvre • Le Bras • Diener • Himgi • Dewasch • Berthe • Massol • Viaene • Bermyn • Spilliaert, CT: -
Giochi olimpici - Roma 1960Moellé · Daubinet · Jany · Haas · Greder · Neubauer · Lambert · Faetibolt · Lochon · Meslier · Weil, CT: -
Giochi olimpici - Seul 19881 Bouet, 2 Brisfer, 3 Ma. Crousillat, 4 Garsau, 5 Boyadjian, 6 Hervé, 7 Idoux, 8 Alimondo, 9 Mi. Crousillat, 10 Marischael, 11 Jeleff, 12 Perot, 13 Volpi, CT: Jean-Paul Clemençon
Giochi olimpici - Barcellona 19921 Olivon, 2 Grimaldi, 3 Tillie, 4 Garsau, 5 Ducher, 6 Charlot, 7 de Nardi, 8 Loustaneau, 9 Alimondo, 10 Madelenat, 11 Jeleff, 12 Gautier, 13 Besson, CT: Victor Nataf

## Rosa attuale
Convocati per gli Europei di Belgrado 2016. Sono riportate le squadre di militanza di ciascun giocatore nel momento dell'inizio della manifestazione.
| N° | Nome               | Ruolo | Data di nascita  | Squadra                                                                                          |
| -- | ------------------ | ----- | ---------------- | ------------------------------------------------------------------------------------------------ |
|    | Alexandre Camarasa | CB    | 10 giugno 1987   | Marsiglia                                                                                        |
|    | Ugo Crousillat     | A     | 27 ottobre 1990  | Marsiglia                                                                                        |
|    | Rémi Garsau        | P     | 19 luglio 1984   | Marsiglia                                                                                        |
|    | Enzo Khasz         | CB    | 13 agosto 1993   | Marsiglia                                                                                        |
|    | Igor Kovačević     | A     | 3 novembre 1988  | Marsiglia                                                                                        |
|    | Thibaut Simon      | D     | 18 dicembre 1983 | Marsiglia                                                                                        |
|    | Jonathan Moriame   | P     | 19 giugno 1984   | Noisy-le-Sec                                                                                     |
|    | Michal Izdinsky    | A     | 23 luglio 1992   | Olympic Nice                                                                                     |
|    | Manuel Laversanne  | A     | 10 maggio 1987   | Olympic Nice                                                                                     |
|    | Petar Tomašević    | D     | 2 gennaio 1989   | Olympic Nice                                                                                     |
|    | Mehdi Marzouki     | D     | 26 maggio 1987   | Spandau                                                                                          |
|    | Rémi Saudadier     | CB    | 20 marzo 1986    | Spandau                                                                                          |
|    | Romain Blary       | CB    | 20 ottobre 1985  | [[File:Template:Naz/SVI\|class=noviewer\|Template:Naz/SVI (bandiera)\|20x16px]] Carouge Natation |